# Грот, Саул де
Саул (Паул) де Грот (нидерл. Saul (Paul) de Groot; 19 июля 1899, Амстердам, Нидерланды — 3 августа 1986, Бюссюм) — бельгийский и нидерландский политический деятель, один из лидеров Коммунистической партии Нидерландов.

## Биография

### Детство и юность
Саул де Грот родился 19 июля 1899 года в Амстердаме в семье огранщика алмазов Якоба де Грота и его жены Рахел. Вскоре после рождения Саула семья переехала в Антверпен в поисках работы. После окончания начальной школы де Грот стал учеником огранщика.
С началом первой мировой войны семья де Грот вернулась в Амстердам, опасаясь немецкого вторжения. Саул нашёл работу на производстве сигар. В это время он познакомился с идеями социализма. В 1916 году семья вернулась в Антверпен, где Саул стал работать огранщиком алмазов и вступил в профсоюз огранщиков. С 1917 года принимал активное участие в работе социалистического молодёжного движения.

### 1917—1926
Саул де Грот, выступая под псевдонимом Паул ван дер Схилде, приветствовал Октябрьскую революцию в России. Он присутствовал в качестве делегата на учредительном съезде Коммунистической партии Бельгии 3-4 сентября 1921 года. На этом съезде де Грот был избран в состав руководства партии. Был членом исполкома и политбюро партии. Выступал как против левого оппортунизма, так и против крайних течений в партии. Де Грот участвовал в агитации против оккупации Рура, в которой принимали участие и бельгийские войска. В итоге Саула арестовали, он отсидел несколько месяцев в тюрьме и был выслан из Бельгии 30 марта 1923 года. В 1923—1924 годах де Грот жил в немецком городе Ханау. После поражения вооружённого восстания коммунистических рабочих уехал во Францию и проживал в городе Сен-Клод департамента Юра.

### 1926—1940
В середине 1920-х годов Саул де Грот вернулся в Нидерланды, где получил работу на алмазной фабрике. Активно работал в профсоюзе. В 1926 году вступил в Коммунистическую партию Голландии. В 1927—1928 годах работал в журнале «Единство», выходившем раз в 2 недели. Журнал ставил своей целью борьбу с усилением фашизма и расширение базы социал-демократов и коммунистов в профсоюзах. В 1930 году стал членом исполкома и политбюро КПГ. С 1930 по 1938 год был секретарём партии, затем избран генеральным секретарём. С марта по июль 1934 года находился  в Москве в качестве постоянного представителя КПГ в Исполкоме Коминтерна. C 1938 по 1940 годы был редактором газеты «Народный Ежедневник».